# Sigma Centauri
Désignations
Sigma Centauri (σ Cen, σ Centauri) est une étoile de la constellation du Centaure. Sa magnitude apparente est de +3,91. Elle est à environ 412 années-lumière de la Terre. σ Centauri est une naine bleue-blanche de type spectral B2V.
Un compagnon visuel, localisé à une distance angulaire de 88,11 ± 0,37 mas et selon un angle de position de 14,33 ± 2,59° a été détecté en 2010 par interférométrie, mais son association avec Sigma Centauri reste indéterminée en date de 2013.
L'étoile est membre du groupe Bas-Centaure Croix du Sud de l'association Scorpion-Centaure, qui est l'association d'étoiles massives de types O et B la plus proche du Système solaire